# John Mason (Meteorologe)
Sir Basil John Mason (* 18. August 1923 in Docking, Norfolk; † 6. Januar 2015) war ein britischer Meteorologe.
Mason machte 1948 seinen Abschluss in Physik am Imperial College, wo er ab 1948 Lecturer in Meteorologie und ab 1961 Professor war (für Physik der Wolken, Cloud Physics). Danach war er bis 1983 Direktor des UK Meteorological Office. 1986 bis 1996 war er Kanzler und Präsident des University of Manchester Institute of Science and Technology (UMIST).
In den 1950er Jahren stellte er grundlegende Untersuchungen zum Beispiel über Regentropfenentstehung in Wolken und der Entstehung von Blitzen in Gewittern an, worüber er 1957 eine Monographie veröffentlichte. Die Mason Gleichung für das Tropfenwachstum (bzw. Verdampfen) ist nach ihm benannt. Als Direktor des UK Meteorological Office modernisierte er dieses und sorgte 1965 für die Ersetzung empirischer Vorhersagemethoden durch immer ausgefeiltere numerische Verfahren.
Er war seit 2007 Ehrenmitglied des Institute of Physics, dessen Präsident er 1976 bis 1978 war, deren Charles Chree Medal er 1965 und deren Glazebrook Medal er 1974 erhielt. Er war 1968 bis 1970 Präsident der Royal Meteorological Society, deren Symons Gold Medal er 1975 erhielt, und 1983/84 Präsident der British Association for the Advancement of Science. Er war Fellow der Royal Society, deren Royal Medal er 1990 erhielt und deren Vizepräsident und Schatzmeister er 1976 bis 1986 war. Er war auswärtiges Mitglied der Norwegischen Akademie der Wissenschaften. Er erhielt auch 1972 die Rumford-Medaille der Royal Society und war deren Bakerian Lecturer (1971). 1973 wurde er Companion of the Order of the Bath (CB) und 1979 geadelt. 1989 wurde er Mitglied der Academia Europaea. Er ist zwölffacher Ehrendoktor. 1979 erhielt er den Naylor-Preis. Er starb am 6. Januar 2015 im Alter von 91 Jahren.

## Schriften
- The physics of clouds. Oxford University Press, 1957.
- The Meteorological Office (1965-83). (PDF)